# Poecilopsyra
Poecilopsyra is een geslacht van rechtvleugeligen uit de familie sabelsprinkhanen (Tettigoniidae). De wetenschappelijke naam van dit geslacht is voor het eerst geldig gepubliceerd in 1892 door Dohrn.

## Soorten
Het geslacht Poecilopsyra omvat de volgende soorten:
- Poecilopsyra brevis Liu, Zheng & Xi, 1991
- Poecilopsyra octoseriata Haan, 1842